# Missulena reflexa
Missulena reflexa är en spindelart som beskrevs av William Joseph Rainbow och Robert Henry Pulleine 1918. Missulena reflexa ingår i släktet Missulena och familjen Actinopodidae.
Artens utbredningsområde är Sydaustralien. Inga underarter finns listade i Catalogue of Life.